# Pedro Rodríguez de la Vega
Pedro Rodríguez de la Vega (Ciudad de México, México; 18 de enero de 1940-Núremberg, Alemania; 11 de julio de 1971) fue un piloto de automovilismo mexicano. Disputó 55 Grandes Premios de Fórmula 1 entre 1963 y 1971, logrando dos victorias y siete podios. Su mejor resultado en el campeonato fueron dos sextos puestos en la temporada 1967 y 1968, y un séptimo en 1970.
El piloto también fue destacado en las carreras de resistencia, obteniendo cuatro victorias absolutas en las 24 Horas de Daytona, once en el Campeonato Mundial de Resistencia y una victoria en las 24 Horas de Le Mans de 1968.
Pedro fue hermano de Ricardo Rodríguez, dos años menor, que también era destacado en el automovilismo. Ambos son considerados íconos mexicanos del automovilismo.
Era conocido en los Grandes Premios Europeos como El ojos de gato, por su rara habilidad para correr con lluvia y en la noche.

## Carrera

### Inicios
Su padre Pedro Natalio Rodríguez Quijada, impulsó con su fortuna personal a la internacionalización de sus hijos comprando o alquilando autos como OSCA, Porsche o Ferrari en justas del mundial de sport prototipos. En 1957 debutó internacionalmente en un Ferrari 500TR en Nasáu, Bahamas.
Rodríguez comenzó a correr con motocicletas a los ocho años. Fue ganador de su clase en el Campeonato Mexicano en 1950. Comenzó a competir con una motocicleta Adler de 125 cc. Con esta motocicleta logró ganar el campeonato nacional de México en 1952 y 1954. En 1952, participó en el rally en un Ford, pero no lograría hacer un buen resultado. Regresó a las carreras a tiempo completo en 1955, a los 15 años, participando en competencias locales con un Jaguar XK120 y un Porsche 1600S.
Frecuentemente corrió para el expiloto e importador de Ferrari en los Estados Unidos, el North American Racing Team (NART), de Luigi Chinetti, con quien mantendría una relación hasta su muerte.
El 1 de noviembre de 1962 su hermano menor Ricardo murió en un horrible accidente durante el primer día de prácticas del Gran Premio de México y Pedro consideró su retiro de las carreras. Sin embargo, siguió corriendo y triunfó en las 3 Horas de Daytona de 1963 y los 2000 km de Daytona de 1964 con una Ferrari 250 GTO.

### Fórmula 1

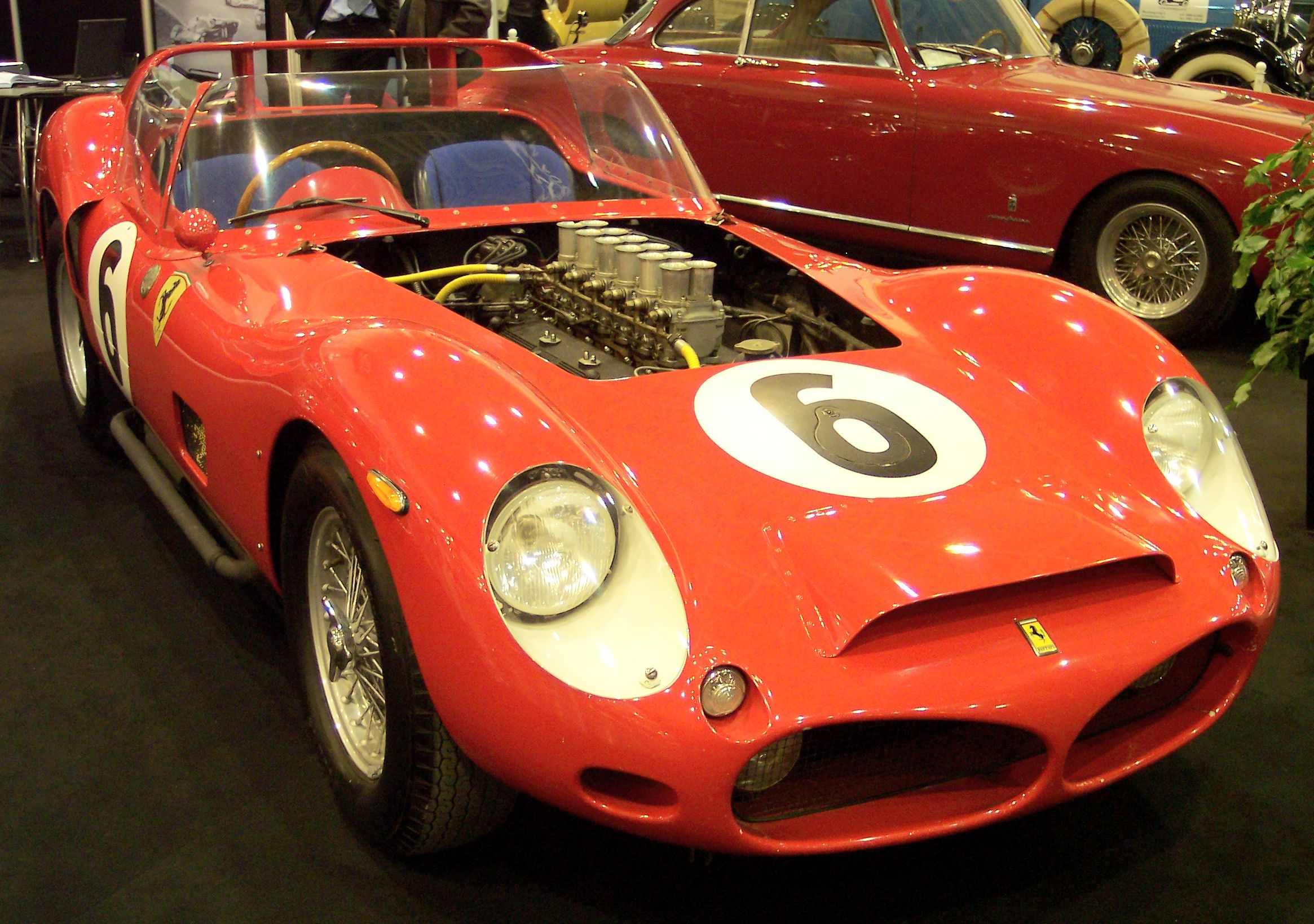
Ferrari 330 TRI/LM ganador de las 24 Horas de Le Mans de 1962, adquirido por los Rodríguez por medio de la N.A.R.T., con el cual Pedro compitió en varias carreras (actualmente uno de los coches más caros del mundo).

Rodríguez tendría un duelo con los Ferrari de fábrica en Le Mans, que finalmente resultó en una falla del motor a solo dos horas del final, esto atrajo la atención de Enzo Ferrari, quien les ofreció carreras de Fórmula 1 con su equipo. Pedro se negó, teniendo "un negocio de motores en la Ciudad de México para administrar".
Pedro Rodríguez, tomó parte sus primeros Grandes Premios en Estados Unidos y México, sobre un Lotus. Siguió compitiendo esporádicamente en Fórmula 1 hasta 1966 sobre Ferrari y Lotus. En 1967, en apenas su novena carrera, ganó la apertura de la temporada sobre un Cooper-Maserati en el Gran Premio de Sudáfrica, en el circuito de Kyalami. Para dicha temporada de 1967, Rodríguez fue contratado por Roy Salvadori como el número 2 del futuro campeón del mundo de 1970, Jochen Rindt, pero en ese año Pedro siempre estuvo por delante del piloto austriaco que conducía los autos más modernos del equipo el T81B y el T86 mientras que el mexicano era relegado al viejo pero confiable T81.

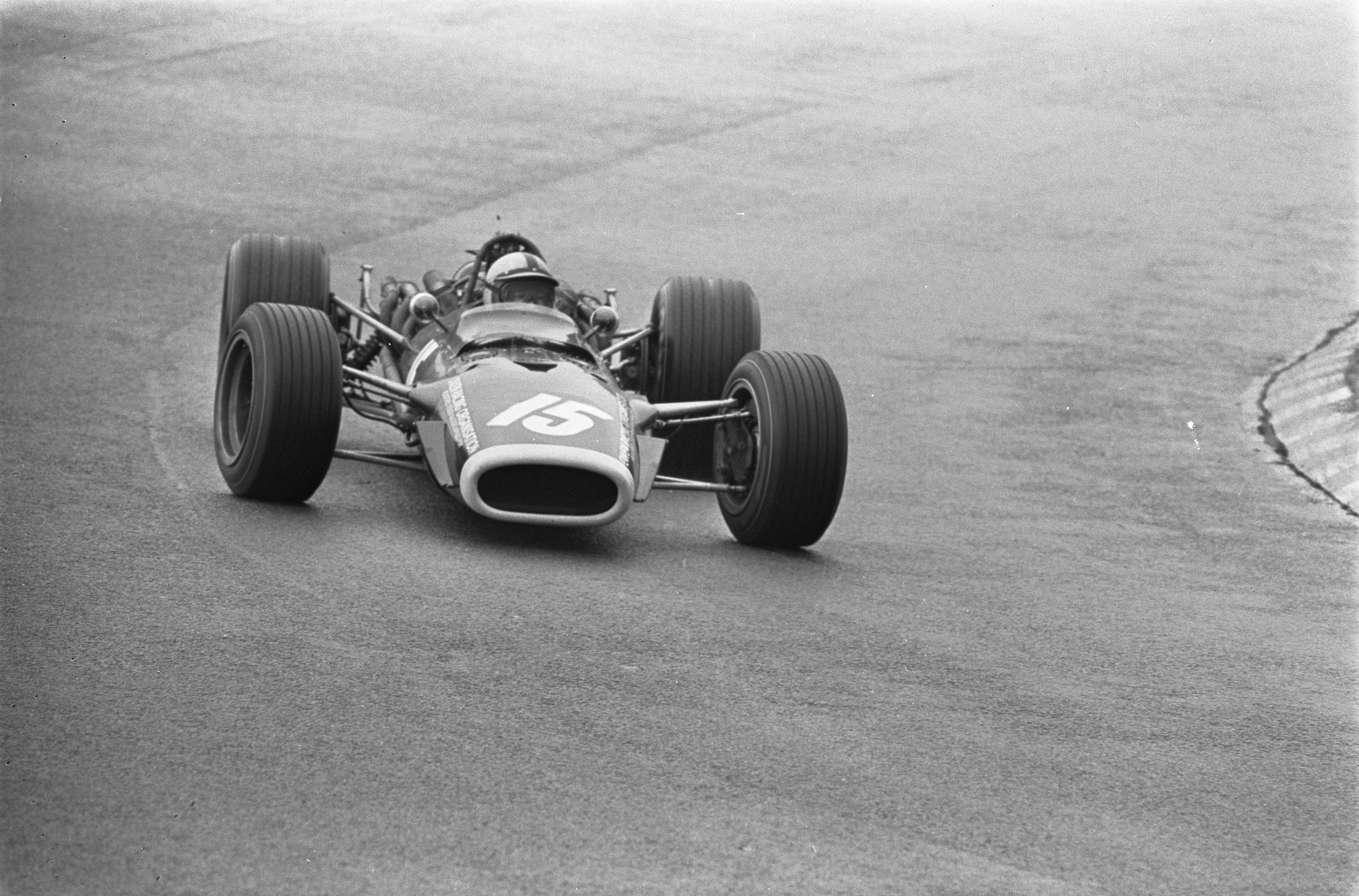
Rodríguez en el GP de Países Bajos de 1968.

Siguió corriendo en F1 con BRM en 1968, el equipo privado de Reg Parnell-BRM con el BRM P133. En el GP de Francia consigue su única vuelta rápida en F1.
Se une a Ferrari en 1969, y regresó a BRM para la temporada 1970 con el chasis P-153. En el GP de Bélgica de 1970 Pedro ganaría su segunda carrera de F1 con apenas 1.1 segundos de ventaja sobre Chris Amon de March y a un increíble promedio de velocidad de 241.308 km/h (149.941 MPH), el más alto registrado en la historia de la F1, el podio lo cerró Jean Pierre Beltoise en Matra. Para el  GP de los Estados Unidos, Rodríguez ya saboreaba las mieles del triunfo pero un error en los fosos de mal cálculo del consumo de combustible lo relegó al segundo puesto, el lugar más alto del podio correpondió a Emerson Fittipaldi y la fabulosa bolsa para la época de 50,000 dólares.

También ganaría dos veces más en las 24 Horas de Daytona de 1970 y 1971, para un total de cuatro triunfos, solo por debajo de Hurley Haywood y Scott Pruett que consiguieron 5 victorias.

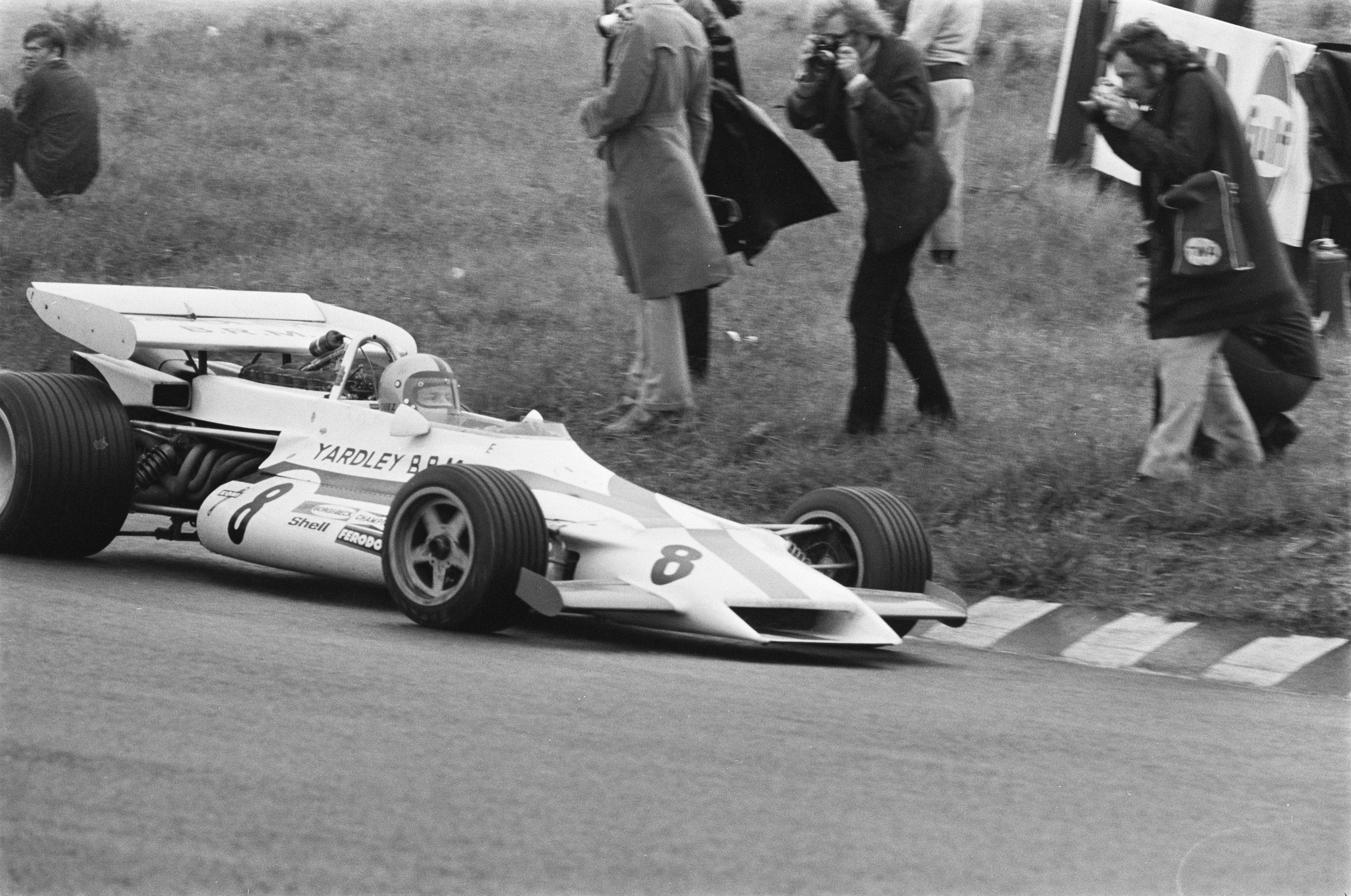
Último podio de Pedro Rodríguez, 20 de junio de 1971 GP de los Países Bajos

En la temporada de 1971 siguió corriendo para BRM con el nuevo P-160, pero solo las primeras cuatro carreras, siendo la mejor la del Gran Premio de los Países Bajos, donde quedó en segundo lugar solo detrás de Jacky Ickx. Estos dos pilotos, maestros de pistas mojadas, lapearon a todos sus rivales bajo una fuerte lluvia.

### Campeonatos de Resistencia
A finales de 1957, Rodríguez y su hermano Ricardo, participaron en la competencia de la Semana de la Velocidad de Nasáu, donde Rodríguez , que conducía salvajemente, destrozó su Ferrari 500 TR.
En 1958 intentó inscribirse junto con su hermano Ricardo a las 24 Horas de Le Mans en Francia en un Ferrari 500 TR-58. El reglamento le impidió correr su hermano, pero Rodríguez corrió con José Behra, hermano del famoso Jean Behra. Ambos hermanos regresaron para 1959 y corrieron con un pequeño OSCA 750; aunque no pudieron terminar. De ahí, Pedro correría cada año hasta 1971, 14 años consecutivos. En 1968 finalmente Pedro gana la competencia a bordo de un Ford GT40 Mk. I, del equipo JW-Gulf, acompañado por el belga Lucien Bianchi.
En las 12 horas de Rheims en 1958, Rodríguez y Behra quedaron segundos en su clase (octavos en la general) en su Porsche Carrera, mientras que Rodríguez quedó segundo en un Ferrari 250 TR en Nasáu al final de la temporada.
Rodríguez viajaría a Europa a competir en las carreras europeas a partir de 1959, compartiendo un Porsche 1600 S con Leo Levine en los 1000 km de Nurbürgring, en el que quedó segundo en su clase (decimotercero en la general). Compartió un motor O.S.C.A. de 750 cc (46 cu in). con su hermano por Le Mans, que se rompió.
En 1961, Rodríguez regresó también a Sebring, compartiendo un 250TR con su hermano que sufrió problemas eléctricos y quedó tercero. El dúo tampoco pudo terminar la Targa Florio y 1000 km de Nurbürgring de ese año, pero ganó los 1000 km de París.

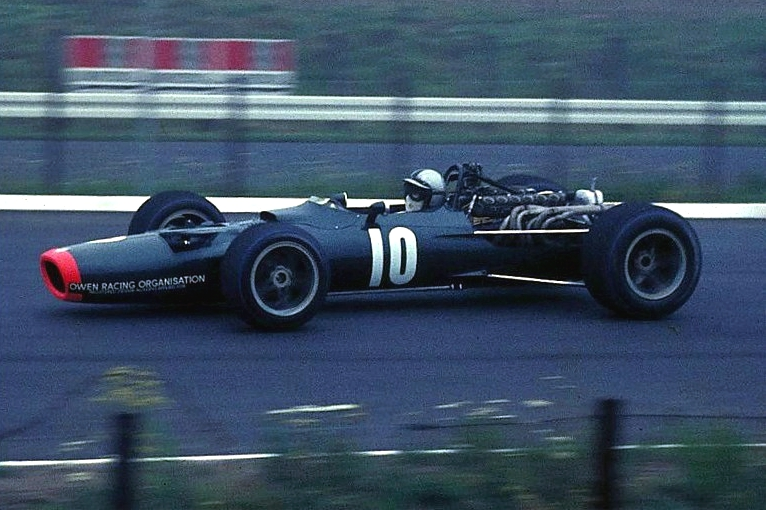
Pedro Rodríguez en un BRM P133 en el GP de Nürburgring en 1968

### Fallecimiento

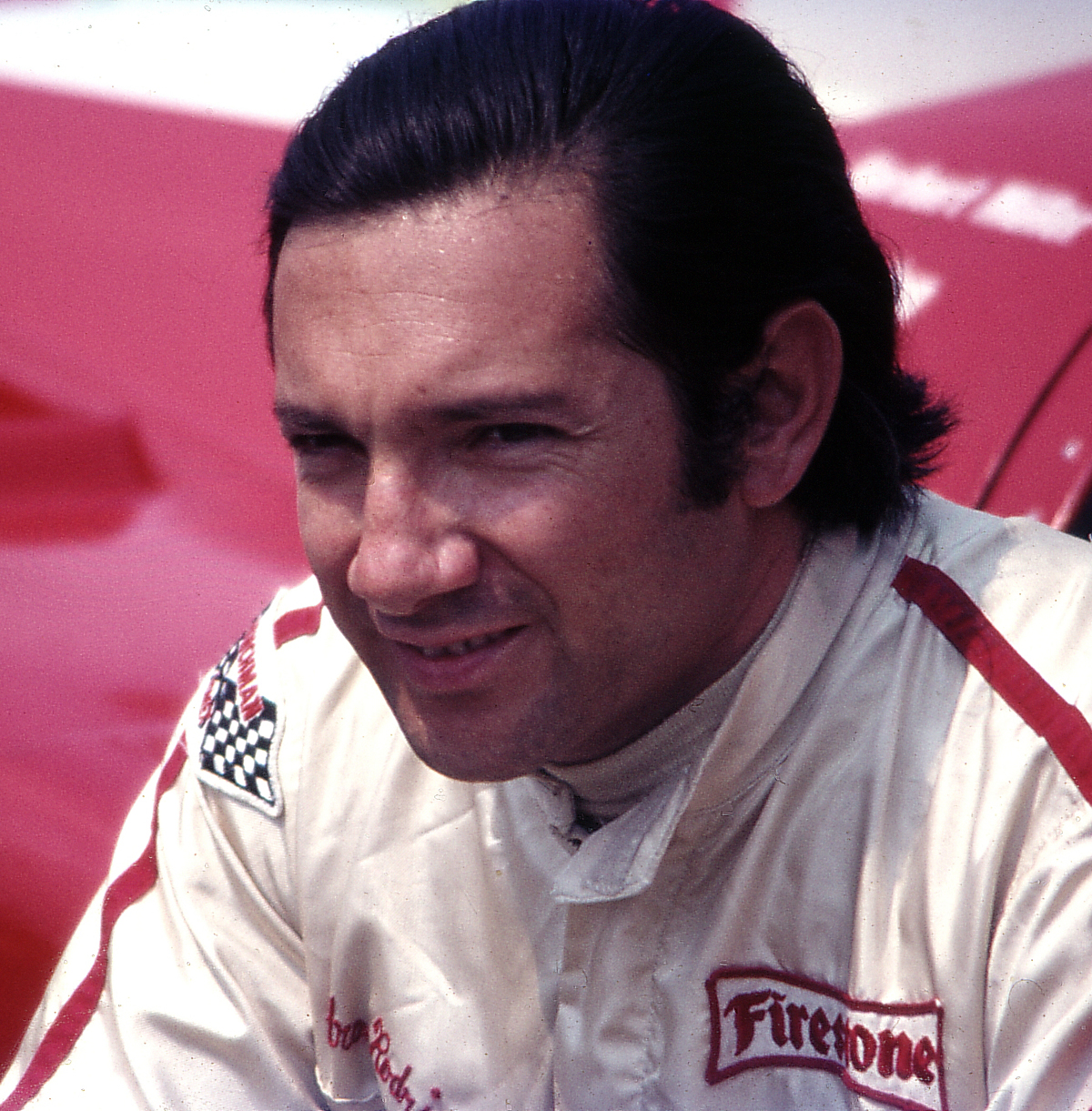
Pedro en el GP de Francia 1971 (foto tomada 7 días antes de su muerte)

Rodríguez murió el 11 de julio de 1971 en las 200 millas de Norisring, una carrera poco importante de Interserie en Núremberg, Alemania, debido a un accidente provocado por el desllantado del neumático de la rueda delantera derecha.
El mexicano conducía un Ferrari 512M del equipo suizo de Herbert Müller Racing, propiedad de su amigo y compañero de equipo en la Targa Florio de ese año, en la que quedaron en segundo lugar. Noticias de ese entonces informaban que los fotógrafos en la pista notaron que su neumático delantero derecho se despegaba de la llanta al frenar con fuerza para la curva en S pronunciada ya en la décima vuelta. En la vuelta 12, el neumático se desprendió por completo y el auto chocó contra una pared antes de rebotar en la pista y prenderse fuego. Murió poco después de que lo sacaran del auto. De acuerdo con el informe que había otorgado la policía alemana, el cuerpo de Rodríguez tenía una fractura en la base del cráneo, en la pelvis y piernas, además de quemaduras en el 25 por ciento de su cuerpo.
La noticia de su muerte, ocurrida un domingo por la mañana, fue informada por televisión por el periodista Jacobo Zabludovsky en el noticiero "Hoy Domingo" a las 10 de la mañana, realizándose una remembranza de Pedro Rodríguez de la Vega. Antes, XEW Radio había dado la noticia, a las 9:30 h. locales, por el locutor Héctor Martínez Serrano, en los espacios informativos que tenía la estación.
El jueves 15 de julio, el cuerpo de Rodríguez llegó a la Ciudad de México, donde miles de personas esperaban en el aeropuerto para honrarlo. Sus restos descansan junto con los de su hermano Ricardo en el Panteón Español de Ciudad de México.

## Vida privada
Rodríguez fue el primogénito del matrimonio de Pedro Natalio Rodríguez Quijada y Conchita de la Vega Gorráez, tuvo cuatro hermanos Federico, Ricardo, Conchita y Alejandro. También por parte de su padre tuvo un medio hermano, Sergio Rodríguez
A la edad de 15 años, su padre, lo envió dos años escolares (1955-57), a la Western Military Academy en Alton, Illinois para aprender inglés y ser más disciplinado.
Estaba casado con Angelina Dammy en México desde 1961, pero en los últimos años tenía una novia, Glenda Foreman, con la cual vivía en Bray, Berkshire pero no tuvo descendencia. Era amigo del exbaterista de The Beatles, Ringo Starr.
A Rodríguez, no le gustaba conducir en el tráfico urbano, decía que era demasiado peligroso por lo que utilizaba un chofer. Rodríguez siempre viajaba con una bandera mexicana y un disco con el himno nacional porque cuando ganó el Gran Premio de Sudáfrica de 1967, los organizadores no tenían el himno de México. Al igual que Ricardo era amigo cercano de Jo Ramírez.

## Legado
Rodríguez era considerado el mejor piloto de su generación tanto en lluvia como de noche, siendo conocido en el mundo de Fórmula 1 como "El ojos de gato", por su habilidad de conducir bajo estas condiciones. 
Tras muchos años de correr con Ferrari en autos Sport, en 1970 firmó para el equipo JW-Gulf-Porsche, con el cual logró el Campeonato Mundial de Pilotos y de Constructores por dos años consecutivos (1970 y 1971), al mando del fabuloso, pero de difícil manejo, Porsche 917, considerado uno de los mejores autos prototipo del siglo XX. Rodríguez se convirtió en uno de los pilotos más completos al correr en la Fórmula 1, CanAm, NASCAR y rallies, e incluso fue campeón estadounidense de carreras sobre hielo en 1970, cuando el Alaska Sports Car Club lo invitó a la carrera de febrero, en Sand Lake, Anchorage.
Después de 45 años, un piloto mexicano obtuvo la victoria en las 24 Horas de Le Mans 2013, en la 81a. edición de esta clásica de resistencia. Dicho piloto, Ricardo González, ganó en la categoría LMP2. González reconoce como a uno de sus héroes a Pedro Rodríguez.
En 2016, en un artículo académico que informó sobre un estudio de modelos matemáticos que evaluó la influencia relativa del conductor y la máquina, Rodríguez fue clasificado como el 24º mejor piloto de la Fórmula de todos los tiempos.

## El BRM P153 de Pedro Rodríguez
En 2024 el piloto mexicano Adrián Fernández adquirió de un coleccionista privado el BRM P153 de Pedro Rodríguez con el que ganó el Gran Premio de Bélgica de 1970.

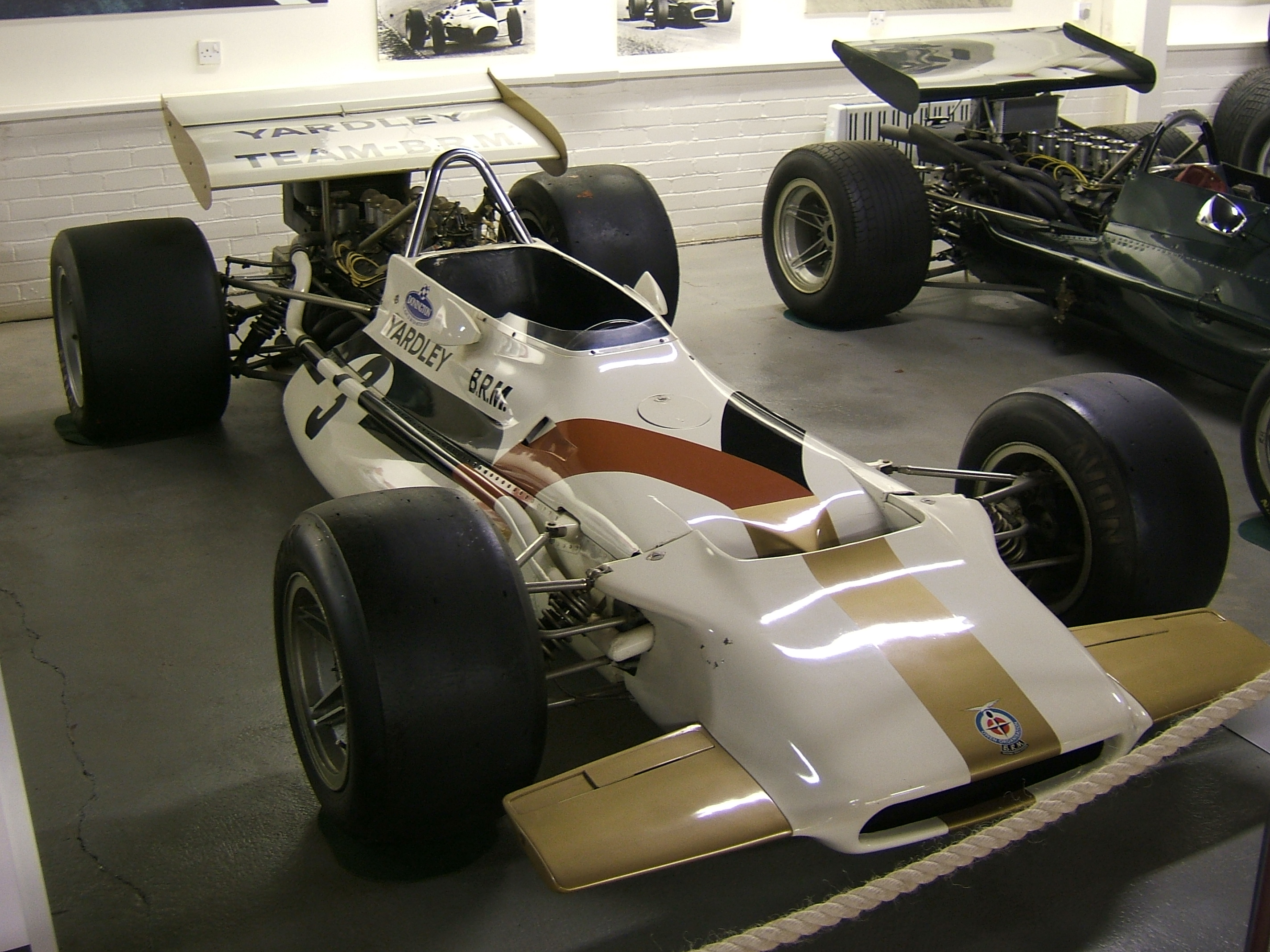
BRM P153 en exhibición.

## Reconocimientos
La primera horquilla del circuito de Daytona está nombrada en su honor. El circuito Magdalena Mixhiuca de la Ciudad de México, sede de la F1, CART, NASCAR México y otras series, fue renombrado en 1973 como Autódromo Hermanos Rodríguez, en honor a él y su hermano Ricardo. En julio de 2006, 35 años después de su muerte, una placa de bronce fue colocada en el sitio de su choque en Núremberg, un esfuerzo conjunto de la Scuderia Rodríguez A.C., (la fundación de amigos y familia), y las autoridades de la ciudad alemana. La Scuderia conserva viva su memoria y la de su hermano y mantiene sus archivos y el Registro Rodríguez de memorabilia y autos de los hermanos, certificándolos. Su secretario general, Carlos Jalife, publicó la biografía Los Hermanos Rodríguez en 2006, traducido al inglés en 2009 y ganador del Libro del Año del Motor Press Guild.
En el año 2022, el piloto mexicano Sergio Pérez, correría con un casco diseñado en honor y en conmemoración a Pedro Rodríguez para el Gran Premio de Mónaco, logrando la victoria en el gran premio y dedicándosela.

## Resumen de carrera
| Temporada | Categoría                         | Equipo                     | Carreras | Victorias | Poles | VR | Podios | Puntos | Pos. |
| --------- | --------------------------------- | -------------------------- | -------- | --------- | ----- | -- | ------ | ------ | ---- |
| 1963      | Fórmula 1                         | Team Lotus                 | 2        | 0         | 0     | 0  | 0      | 0      | NC   |
| 1964      | Fórmula 1                         | North American Racing Team | 1        | 0         | 0     | 0  | 0      | 1      | 22.º |
| 1965      | Fórmula 1                         | North American Racing Team | 2        | 0         | 0     | 0  | 0      | 2      | 14.º |
| 1966      | Fórmula 1                         | Team Lotus                 | 3        | 0         | 0     | 0  | 0      | 0      | NC   |
| 1967      | Fórmula 1                         | Cooper Car Company         | 8        | 1         | 0     | 0  | 0      | 15     | 6.º  |
| 1968      | Fórmula 1                         | Owen Racing Organisation   | 12       | 0         | 0     | 0  | 3      | 18     | 6.º  |
| 1969      | Fórmula 1                         | Reg Parnell Racing         | 3        | 0         | 0     | 0  | 0      | 3      | 6.º  |
| 1969      | Fórmula 1                         | Scuderia Ferrari SpA SEFAC | 2        | 0         | 0     | 0  | 0      | 3      | 6.º  |
| 1969      | Fórmula 1                         | North American Racing Team | 3        | 0         | 0     | 0  | 0      | 3      | 6.º  |
| 1970      | Fórmula 1                         | Yardley Team BRM           | 13       | 1         | 0     | 0  | 2      | 23     | 7.º  |
| 1970      | Campeonato Mundial de Resistencia | J. W. Automotive           | 10       | 4         | 0     | 0  | 5      | N/A    | NC   |
| 1971      | Fórmula 1                         | Yardley Team BRM           | 5        | 0         | 0     | 0  | 1      | 9      | 10.º |
| 1971      | Campeonato Mundial de Resistencia | J. W. Automotive           | 10       | 4         | 0     | 0  | 6      | N/A    | NC   |

### Victorias en Fórmula 1
| N.º | Años | Gran Premio              | Constructor | Circuito                      | Total |
| --- | ---- | ------------------------ | ----------- | ----------------------------- | ----- |
| 1   | 1967 | Gran Premio de Sudáfrica | Cooper      | Kyalami                       | 2     |
| 2   | 1970 | Gran Premio de Bélgica   | BRM         | Circuito de Spa-Francorchamps | 2     |

## Resultados

### Fórmula 1
(Clave) (negrita indica pole position) (cursiva indica vuelta rápida)

| Año  | Escudería                  | 1       | 2       | 3       | 4     | 5       | 6       | 7       | 8       | 9       | 10      | 11      | 12    | 13    | Pos. | Puntos |
| ---- | -------------------------- | ------- | ------- | ------- | ----- | ------- | ------- | ------- | ------- | ------- | ------- | ------- | ----- | ----- | ---- | ------ |
| 1963 | Team Lotus                 | MON     | BEL     | NED     | FRA   | GBR     | GER     | ITA     | USA Ret | MEX Ret | RSA     |         |       |       | NC   | 0      |
| 1964 | North American Racing Team | MON     | NED     | BEL     | FRA   | GBR     | GER     | AUT     | ITA     | USA     | MEX 6   |         |       |       | 22.º | 1      |
| 1965 | North American Racing Team | RSA     | MON     | BEL     | FRA   | GBR     | NED     | GER     | ITA     | USA 5   | MEX 7   |         |       |       | 14.º | 2      |
| 1966 | Team Lotus                 | MON     | BEL     | FRA Ret | GBR   | NED     | GER Ret | ITA     | USA Ret | MEX Ret |         |         |       |       | NC   | 0      |
| 1967 | Cooper Car Company         | RSA 1   | MON 5   | NED Ret | BEL 9 | FRA 6   | GBR 5   | GER 11  | CAN     | ITA     | USA     | MEX 6   |       |       | 6.º  | 15     |
| 1968 | Owen Racing Organisation   | RSA Ret | ESP Ret | MON Ret | BEL 2 | NED 3   | FRA NC  | GBR Ret | GER 6   | ITA Ret | CAN 3   | USA Ret | MEX 4 |       | 6.º  | 18     |
| 1969 | Reg Parnell Racing         | RSA Ret | ESP Ret | MON Ret |       |         |         |         |         |         |         |         |       |       | 14.º | 3      |
| 1969 | Scuderia Ferrari           |         |         |         | NED   | FRA     | GBR Ret | GER     | ITA 6   |         |         |         |       |       | 14.º | 3      |
| 1969 | North American Racing Team |         |         |         |       |         |         |         |         | CAN Ret | USA 5   | MEX 7   |       |       | 14.º | 3      |
| 1970 | Yardley Team BRM           | RSA 9   | ESP Ret | MON 6   | BEL 1 | NED 10  | FRA Ret | GBR Ret | GER Ret | AUT 4   | ITA Ret | CAN 4   | USA 2 | MEX 6 | 7.º  | 23     |
| 1971 | Yardley Team BRM           | RSA Ret | ESP 4   | MON 9   | NED 2 | FRA Ret | GBR     | GER     | AUT     | ITA     | CAN     | USA     |       |       | 10.º | 9      |

### Pedro Rodríguez en Ferrari
| Año  | Carrera                       | Equipo            | Auto       | Pos.        | Copiloto                 |
| ---- | ----------------------------- | ----------------- | ---------- | ----------- | ------------------------ |
| 1957 | Nassau Trophy                 | NART              | 500 TR     | Ret         | Solo                     |
| 1957 | Gobernor´s Trophy             | NART              | 500 TR     | 9           | Solo                     |
| 1958 | 24 Horas de Le Mans           | NART              | 500 TR     | 5           | José Behra               |
| 1958 | Gobernor´s Trophy             | NART              | TR 58      | 4           | Solo                     |
| 1958 | Ferrari Classic               | NART              | TR58       | 2.º         | Solo                     |
| 1958 | Nassau Trophy                 | NART              | TR 58      | 2.º         | Solo                     |
| 1959 | II Circuito del Moral         | NART              | TR 58      | 2.º         | Solo                     |
| 1959 | 12 Horas de Sebring           | NART              | TR58       | Ret.        | Paul O'Shea              |
| 1959 | 1000 km de Daytona            | NART              | TR58       | DNS         |                          |
| 1959 | VII Circuito Avandaro         | NART              | 58TR       | 8           | Solo                     |
| 1959 | Kiwanis GP Riverside          | NART              | 250 TR     | Ret         | Solo                     |
| 1959 | Gobernor´s Trophy             | NART              | TR59       | 3.º         | Solo                     |
| 1959 | Nassau Trophy                 | NART              | TR59       | 13          | Solo                     |
| 1960 | GP de Cuba                    | NART              | TR59       | 2.º         | Solo                     |
| 1960 | 12 Horas de Seabring          | NART              | Dino 196 S | Ret         | Ricardo Rodríguez        |
| 1960 | Targa Florio                  | NART              | Dino 196 S | 7/3 Sport-2 | Ricardo Rodríguez        |
| 1960 | 1000 km de Nürburgring        | NART              | Dino 196 S | Ret         | Ricardo Rodríguez        |
| 1960 | 24 Horas de Le Mans           | NART              | TRI60      | Ret         | Ludovico Scarfiotti      |
| 1960 | Gobernor's Trophy             | NART              | TR59/60    | Ret         | Solo                     |
| 1960 | Nassau Trophy                 | NART              | TR59/60    | 2.º         | Ricardo Rodríguez        |
| 1961 | 12 Horas de Seabring          | NART              | TR59/60    | 3.º         | Ricardo Rodríguez        |
| 1961 | 1000 km de Nürburgring        | NART              | TRI/60     | 2.º         | Ricardo Rodríguez        |
| 1961 | 24 Horas de Le Mans           | NART              | TRI/61     | Ret         | Ricardo Rodríguez        |
| 1961 | I GP Independencia            |                   | 250 GT Cal | 1.º         | Solo                     |
| 1961 | GP Canada Sport               | NART              | TRI/61     | 2.º         | Solo                     |
| 1961 | 1000 km de Montlhéry          | NART              | 250 GT SWB | 1.º         | Ricardo Rodríguez        |
| 1961 | Governor's Trophy             | NART              | TRI/61     | 1.º         | Solo                     |
| 1961 | Nasseau Trophy                | NART              | TRI/61     | 3.º         | Solo                     |
| 1962 | 12 Horas de Seabring          | NART              | 246 SP     | Ret         | Ricardo Rodríguez        |
| 1962 | 12 Horas de Seabring          | NART              | Dino 246 S | Ret         | Grossman x Connell       |
| 1962 | 1000 km de Nürburgring        | NART              | 268 SP     | 2.º         | Ricardo Rodríguez        |
| 1962 | 24 Horas de Le Mans           | SpA Ferrari SEFAC | 246 SP     | Ret         | Ricardo Rodríguez        |
| 1962 | Double 400 Bridgehampton      | NART              | 330 TRI/LM | 1.º         | Solo                     |
| 1962 | GP Canada Sport               | NART              | 330 TRI/LM | 2.º         | Solo                     |
| 1962 | 1000 km de Montlhéry          | NART              | 250 GTO    | 1.º         | Ricardo Rodríguez        |
| 1963 | Continntal 3 Horas de Daytona | NART              | 250 GTO    | 1.º         | Solo                     |
| 1963 | 12 Horas de Seabring          | NART              | 330 TRI/LM | 3.º         | Graham Hill              |
| 1963 | 24 Horas de Le Mans           | NART              | 330 TRI/LM | Ret         | Roger Penske             |
| 1963 | Gobernor's Tophy              | NART              | 250 P      | 2.º         | Solo                     |
| 1963 | Nasseau Trophy                | NART              | 250 P      | 2.º         | Solo                     |
| 1964 | CC 250 M Daytona              | NART              | 250 LM     | Ret         | Solo                     |
| 1964 | Continental 2000 km Daytona   | NART              | 250 GTO    | 1.º         | Phil Hill                |
| 1964 | 12 Horas de Seabring          | NART              | 330 P      | Ret         | John Fulp                |
| 1964 | 12 Horas de Seabring          | NART              | 250 GTO    | 7           | David Piper/Mike Gammino |
| 1964 | 24 Horas de Le Mans           | NART              | 330 P      | Ret         | S. Hudson                |
| 1964 | 12 Horas de Reims             | NART              | 250 GTO    | 11          | Nino Vaccarella          |
| 1964 | Player's Quebec               | NART              | 275 P      | 1.º         | Solo                     |
| 1964 | Double 500 Bridgehamston      | NART              | 275 P      | 2.º         | Solo                     |
| 1964 | GP Canada Sport               | NART              | 330 P      | 1.º         | Solo                     |
| 1964 | 1000 km de Montlhéry          | NART              | 250 GTO    | 2.º         | Jo Schlesser             |
| 1964 | GT+22 Oakes Field             | NART              | 250 GTO    | 7/1 clase   | Solo                     |
| 1964 | Nassau Tourist Trophy         | NART              | 250 GTO    | 6/1 clase   | Solo                     |
| 1964 | Governor's Trophy             | NART              | 330 P      | 4/1 clase   | Solo                     |
| 1964 | Nassau Thophy                 | NART              | 330 GTO    | 3/2 clase   | Solo                     |
| 1965 | Continental 2000 km Daytona   | NART              | 330 P2     | Ret         | John Surtees             |
| 1965 | Continental 2000 km Daytona   | NART              | 275 P      | Ret         | Hansgen                  |
| 1965 | 12 Horas de Seabring          | NART              | 330 P      | Ret         | Graham Hill              |
| 1965 | 24 Horas de Le Mans           | NART              | 365 P2     | 7/1 clase   | Nino Vaccarella          |
| 1965 | 12 Horas de Reims             | NART              | 365 P2     | 1.º         | Jean Guichet             |
| 1965 | Double 500 Bridghamston       | NART              | 250 GTO    | 2/1 clase   | Solo                     |
| 1965 | GP Canada Sport               | NART              | 365 P2     | 3.º         | Solo                     |
| 1966 | 24 Horas de Daytona           | NART              | 365 P2     | 4           | Mario Andretti           |
| 1966 | 12 Horas de Seabring          | NART              | 365 P2     | Ret         | Mario Andretti           |
| 1966 | 1000 km de Nürburgring        | NART              | Dino 206 S | 3.º         | Richie Ginther           |
| 1966 | 24 Horas de Le Mans           | NART              | 330 P3     | Ret         | Richie Ginther           |
| 1966 | 200 M Bridgehamton            | NART              | Dino 206 S | Ret         | Solo                     |
| 1966 | 200 M Laguna Seca             | NART              | Dino 206 S | 18          | Solo                     |
| 1966 | Governor's Trophy             | NART              | 275 GTB/C  | 7/1 clase   | Solo                     |
| 1966 | Nassau Trophy                 | NART              | Dino 206 S | 7/1 clase   | Solo                     |
| 1967 | 24 Horas de Daytona           | NART              | 412 P      | 3.º         | Jean Guichet             |
| 1967 | 12 Horas de Seabring          | NART              | 206 S      | Ret         | Jean Guichet             |
| 1967 | 1000 km de Monza              | NART              | 412 P      | Ret         | Jean Guichet             |
| 1967 | 24 Horas de Le Mans           | NART              | 412 P      | Ret         | Giancarlo Baghetti       |
| 1967 | 12 Horas de Reims             | NART              | Dino 206 S | Ret         | Jean Guichet             |
| 1968 | 24 Horas de Daytona           | NART              | Dino 206 S | Ret         | Kold                     |
| 1968 | GP de Brands Hatch            | NART              | 275 ML     | 5           | Pierpoint                |
| 1969 | 12 Horas de Seabring          | NART              | 330 P3     | Ret         | Parsons                  |
| 1969 | 6 Horas de Brands Hatch       | NART              | 312 P      | 4           | Chris Amon               |
| 1969 | 1000 km de Monza              | NART              | 312 P      | Ret         | Schetty                  |
| 1969 | 1000 km de Spa                | NART              | 312 P      | 2.º         | David Piper              |
| 1969 | 1000 km de Nürbugring         | NART              | 312 P      | 5           | Chris Amon               |
| 1969 | 24 Horas de Le Mans           | NART              | 312 P      | Ret         | David Piper              |
| 1969 | 200 M Bridgehamton            | NART              | 312 P      | 5           | Solo                     |
| 1970 | 200 M Mid Ohio                | NART              | 512 S      | 11          | Solo                     |
| 1970 | 200 M Elkhart Lake            | NART              | 512 P      | 7           | Solo                     |
| 1971 | 200 M Norisring               | Privado           | 512 M      | Fallece     | Solo                     |

### Pedro Rodríguez en Porsche

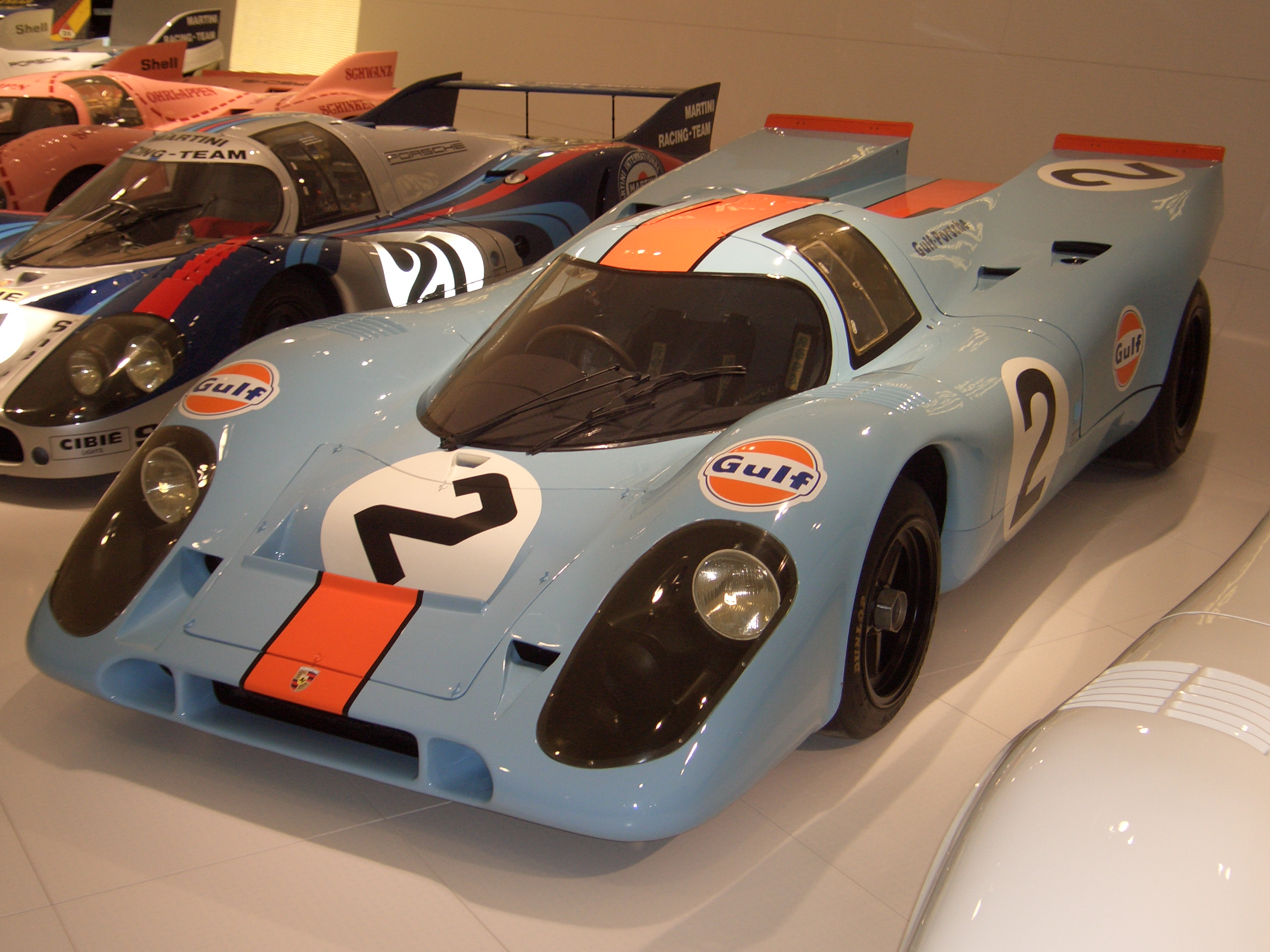
Porsche 917 Campeón Mundial de Marcas de 1970 y 1971 en manos de Pedro Rodríguez.

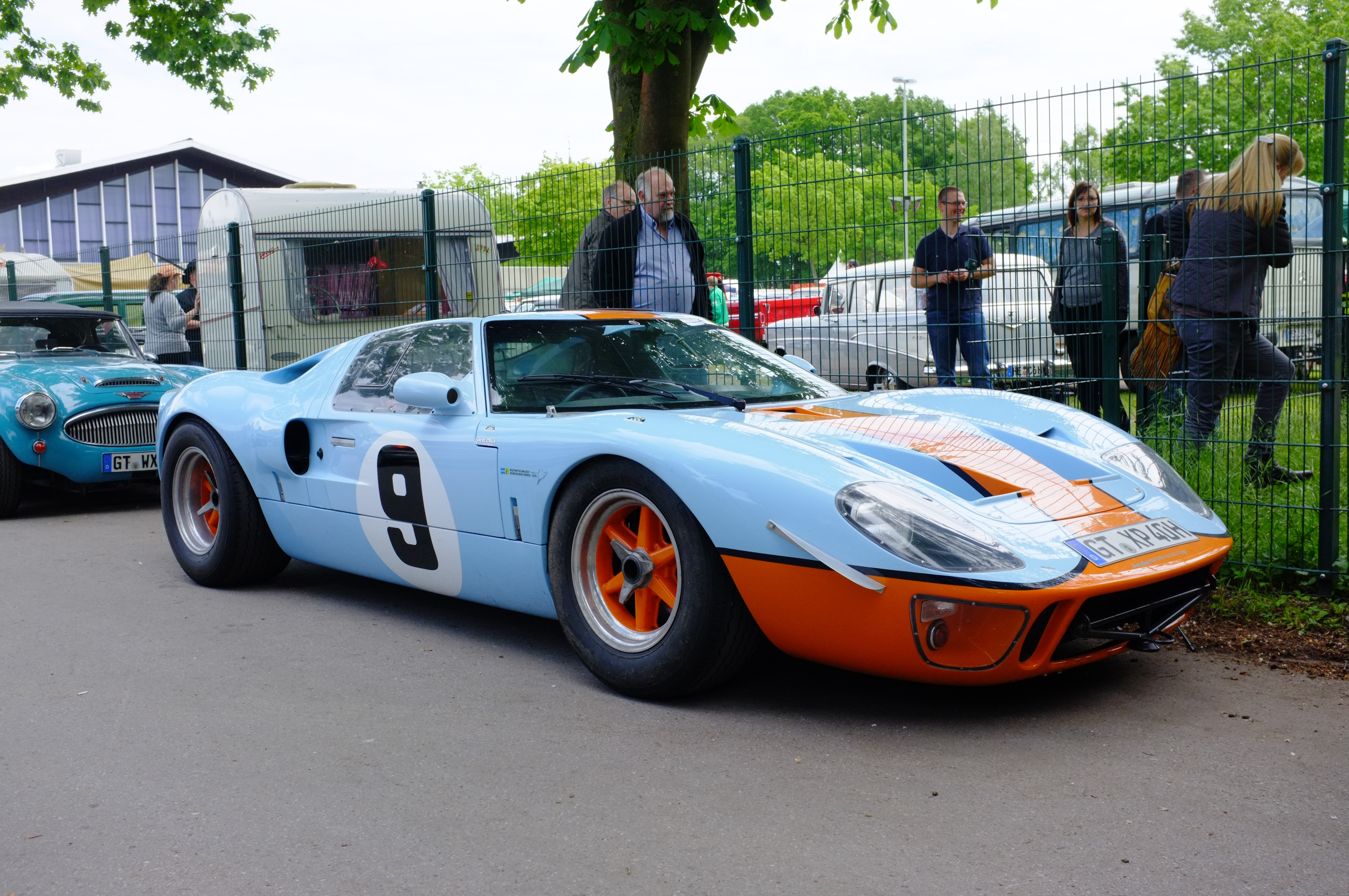
Réplica de un Ford GT40 Mk I con el #9 de Rodríguez y Bianchi ganadores de las 24 Horas de Le Mans de 1968.

| Año  | Carrera                        | Equipo    | Auto  | Pos. | Copiloto          |
| ---- | ------------------------------ | --------- | ----- | ---- | ----------------- |
| 1970 | 24 Horas de Daytona            | John Wyer | 917K  | 1.º  | Leo Kinnunen      |
| 1970 | 12 Horas de Sebring            | John Wyer | 917K  | 4    | Leo Kinnunen      |
| 1970 | 1000 km Brands Hatch           | John Wyer | 917K  | 1.º  | Leo Kinnunen      |
| 1970 | 1000 km de Monza               | John Wyer | 917K  | 1.º  | Leo Kinnunen      |
| 1970 | Targa Florio                   | John Wyer | 908-3 | 2.º  | Leo Kinnunen      |
| 1970 | 1000 km Spa-Francorchamps      | John Wyer | 917K  | Ret  | Leo Kinnunen      |
| 1970 | 1000 Kilómetros de Nürburgring | John Wyer | 908-3 | Ret  | Leo Kinnunen      |
| 1970 | 24 Horas de Le Mans            | John Wyer | 917K  | Ret  | Leo Kinnunen      |
| 1970 | 6 horas de Watkins Glen        | John Wyer | 917K  | 1.º  | Leo Kinnunen      |
| 1970 | 1000 km de Zeltweg             | John Wyer | 917K  | Ret  | Leo Kinnunen      |
| 1971 | 1000 km de Buenos Aires        | John Wyer | 917K  | Ret  | Jackie Oliver     |
| 1971 | 24 Horas de Daytona            | John Wyer | 917K  | 1.º  | Jackie Oliver     |
| 1971 | 12 Horas de Sebring            | John Wyer | 917K  | 4    | Jackie Oliver     |
| 1971 | 1000 km Brands Hatch           | John Wyer | 917K  | Ret  | Jackie Oliver     |
| 1971 | 1000 km de Monza               | John Wyer | 917K  | 1.º  | Jackie Oliver     |
| 1971 | 1000 km Spa-Francorchamps      | John Wyer | 917K  | 1.º  | Jackie Oliver     |
| 1971 | Targa Florio                   | John Wyer | 908-3 | Ret  | Herbert Müller    |
| 1971 | 1000 Kilómetros de Nürburgring | John Wyer | 908-3 | 2.º  | Jackie Oliver     |
| 1971 | 24 Horas de Le Mans            | John Wyer | 917LH | 18   | Jackie Oliver     |
| 1971 | 1000 km de Zeltweg             | John Wyer | 917K  | 1.º  | [ Richard Attwood |

### 24 Horas de Le Mans
| Año     | Equipo                           | Copilotos           | Automóvil             | Clase  | Vueltas | Pos. |
| ------- | -------------------------------- | ------------------- | --------------------- | ------ | ------- | ---- |
| 1958    | North American Racing Team       | José Behra          | Ferrari 500 TR58      | S 2.0  | 119     | DNF  |
| 1959    | OSCA Automobili                  | Ricardo Rodríguez   | OSCA Sport 750TN      | S 750  | 32      | DNF  |
| 1960    | Scuderia Ferrari SpA             | Ludovico Scarfiotti | Ferrari 250 TRI/60    | S 3.0  | 22      | DNF  |
| 1961    | North American Racing Team       | Ricardo Rodríguez   | Ferrari 250 TRI/61    | S 3.0  | 305     | DNF  |
| 1962    | SpA Ferrari SEFAC                | Ricardo Rodríguez   | Ferrari Dino 246 SP   | E 3.0  | 174     | DNF  |
| 1963    | North American Racing Team       | Roger Penske        | Ferrari 330 TRI/LM    | P +3.0 | 113     | DNF  |
| 1964    | North American Racing Team       | Skip Hudson         | Ferrari 330 P         | P 5.0  | 58      | DNF  |
| 1965    | North American Racing Team       | Nino Vaccarella     | Ferrari 365 P2/P1     | P 5.0  | 320     | 7°   |
| 1966    | North American Racing Team       | Richie Ginther      | Ferrari 330 P3 Spyder | P 5.0  | 151     | DNF  |
| 1967    | North American Racing Team       | Giancarlo Baghetti  | Ferrari 330 P3        | P 5.0  | 144     | DNF  |
| 1968    | John Wyer Automotive Engineering | Lucien Bianchi      | Ford GT40 MK l        | S 5.0  | 331     | 1.º  |
| 1969    | SpA Ferrari SEFAC                | David Piper         | Ferrari 312 P Coupé   | P 3.0  | 223     | DNF  |
| 1970    | John Wyer Automotive Engineering | Leo Kinnunen        | Porsche 917K          | S 5.0  | 22      | DNF  |
| 1971    | John Wyer Automotive Engineering | Jackie Oliver       | Porsche 917L          | S 5.0  | -       | DNF  |
| Fuente: |                                  |                     |                       |        |         |      |

- El las 24 Horas de Le Mans de 1958 Pedro Rodríguez reemplazó a su hermano Ricardo a quien no se le permitió participar ya que a sus 16 años de edad se consideró demasiado joven, según el Automobile Club de l'Ouest.[39]